# 马来犀孔鲷
马来犀孔鲷（学名：Poromitra malayanus）为孔头鲷科犀孔鲷属的鱼类。其种加词“malayanus”意为“马来亚的”。分布于印尼斑德海以及琉球海沟北端等。